# 朝凪夕凪
朝凪夕凪（あさなぎ ゆうなぎ）は、美人書道家姉妹として知られる書道家。妹の朝凪と、姉の夕凪の二人によるグループ。

## 人物

### 朝凪
朝凪（あさなぎ、asanagi、妹）
出身地は新潟県、血液型はA型。生年月日は1987年5月10日で、書道高等師範やきき酒師の資格を持つ。

### 夕凪
（ゆうなぎ、yunagi、姉）
出身地は新潟県、血液型はA型。生年月日は1983年1月9日で、書道高等師範、筆跡アドバイザー、筆跡診断士の資格を持つ。

## 活動
小さい頃より続けてきた書道を生かして、姉の夕凪と妹の朝凪で書道教室を2008年より始める。
その後姉妹人気もあり、現在は中目黒に教室を移す。
国立競技場にて東京オリンピック誘致活動応援のため書道パフォーマンスを披露をはじめ、プロ野球 巨人vs阪神戦タイトル題字やロゴ、ラベル制作、テレビ出演など、数多くの場面で活躍中。
サンフランシスコ・パリで開催されたJapan Expo(2014)にて書道パフォーマンスを披露、イタリアにてワークショップを開催するなど、海外でも活躍の場を広げている。

- 姉である夕凪が第一子を妊娠し2015年8月末に出産予定である事を発表した。[8]
- 2010年、千葉ロッテマリーンズ開幕第2戦にて書道パフォーマンスを披露[9]

## TV
テレビ朝日　美女達の日曜日 2015.4.26 O.A.
フジテレビ　バイキング 　夕凪出演　2015.6.22 O.A.